# Morella (Hiszpania)
Morella − miasto w Hiszpanii, we wspólnocie autonomicznej Walencja, w prowincji Castellón. W 2007 liczyło 2 863 mieszkańców.
Urodził się tutaj Ximo Puig, hiszpański polityk, prezydent Walencji.